# ジョアン・ソウザ
ジョアン・ペドロ・コエーリョ・マリーニョ・デ・ソウザ（João Pedro Coelho Marinho de Sousa, 1989年3月30日 - ）は、ポルトガル・ギマランイス出身の元男子プロテニス選手。これまでにATPツアーでシングルス4勝を挙げている。自己最高ランキングはシングルス28位、ダブルス26位。身長185cm。右利き、バックハンド・ストロークは両手打ち。
彼の名前はブラジルのテニス選手ジョアン・ソウザと混同しやすい。ポルトガルのソウザはJoão SousaだがブラジルのソウザはJoão Souzaである。

## 選手経歴

### ジュニア時代
7歳からテニスを始める。

### 2005年 プロ転向
2005年にプロに転向。

### 2012年 グランドスラム初勝利
4大大会でに2012年全仏オープンで初出場した。シングルスでは3回戦進出が最高である。

### 2013年 ツアー初優勝
2013年のマレーシア・オープン・クアラルンプールでは準々決勝で世界ランク4位のダビド・フェレールを6–2, 7–6(6)破りトップ10プレイヤーから初めての勝利を挙げた。決勝でジュリアン・ベネトーを2–6, 7–5, 6–4で破りツアー初優勝を果たした。これはポルトガル選手として初めてのATPツアーシングルス優勝である。

### 2015年 全米ダブルスベスト8
2015年は4度の決勝進出を果たした。ジュネーヴ・オープンではトマス・ベルッシに、クロアチア・オープンではドミニク・ティームに、サンクトペテルブルク・オープンではミロシュ・ラオニッチに敗れた。バレンシア・オープンではロベルト・バウティスタ・アグートを3-6, 6-3, 6-4で破り、ツアー2勝目を挙げた。また11月9日付のランキングで自己最高の33位に浮上した。

ダブルスでは2015年全米オープンでレオナルド・マイエルと組みベスト8に進出している。

### 2016年 マスターズベスト8
2016年のマドリード・オープンではマスターズ1000で初めてベスト8進出を果たした。準々決勝でラファエル・ナダルに0-6, 6-4, 3-6で敗れた。5月16日付の世界ランキングで自己最高の28位となる。

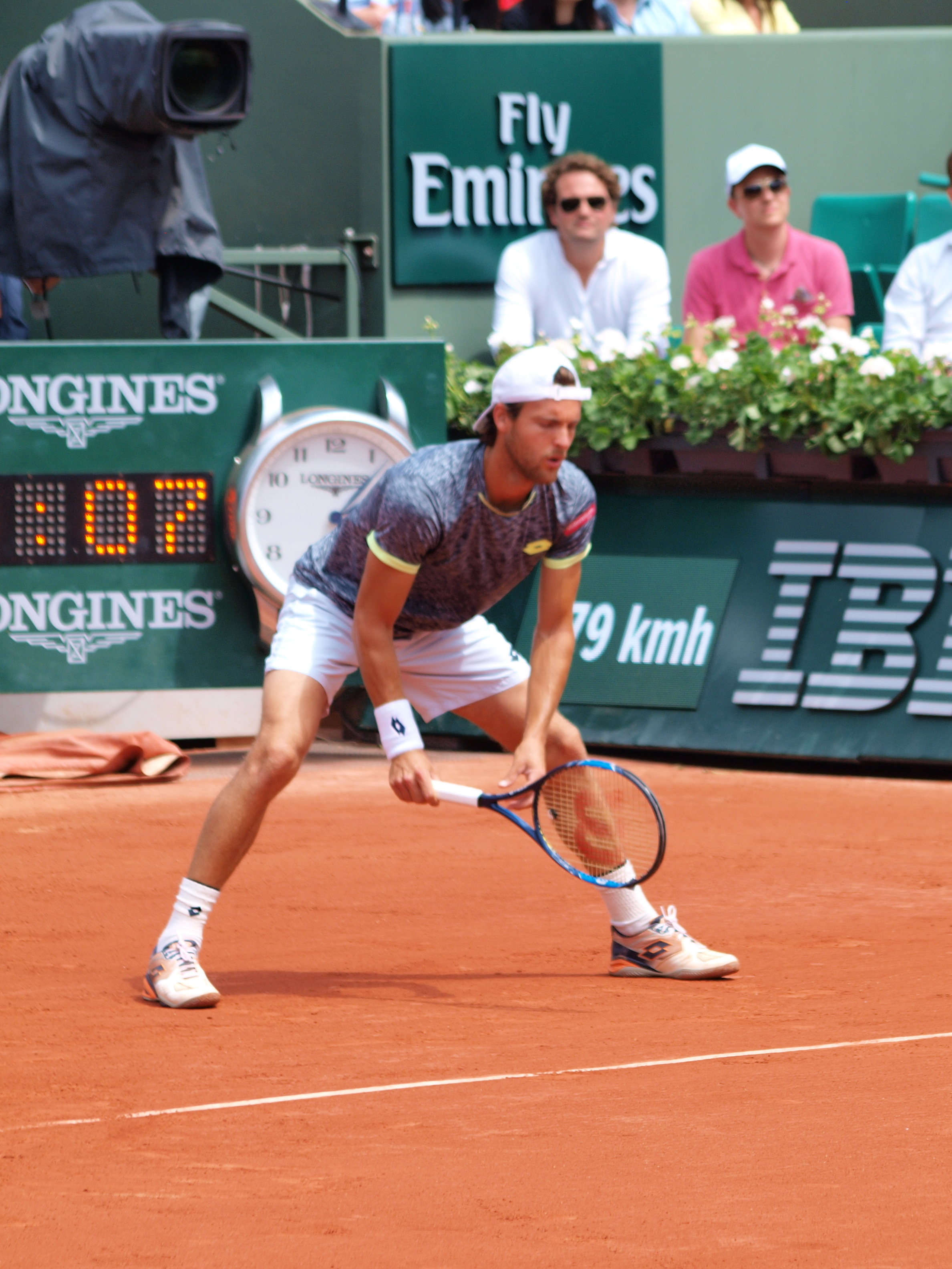
2017年全仏オープンでのジョアン・ソウザ

### 2018年 ツアー3勝目
2018年は地元ポルトガルのミレニアム・エストリル・オープンで、決勝でアメリカのフランシス・ティアフォーを6-4, 6-4のストレートで下し、2015年以来となるツアー3勝目を挙げた。

### 2019年 全豪ダブルスベスト4
2019年のウィンブルドン選手権では、2回戦で第13シードのマリン・チリッチを6-4,6-4,6-4で破ると、続く3回戦では地元イギリスのダニエル・エバンスを4-6,6-4,7-5,4-6,6-4で破り、ベスト16進出を果たした。ポルトガルの選手が達成するのはこれが初めて。

### 2021年 ツアー通算200勝

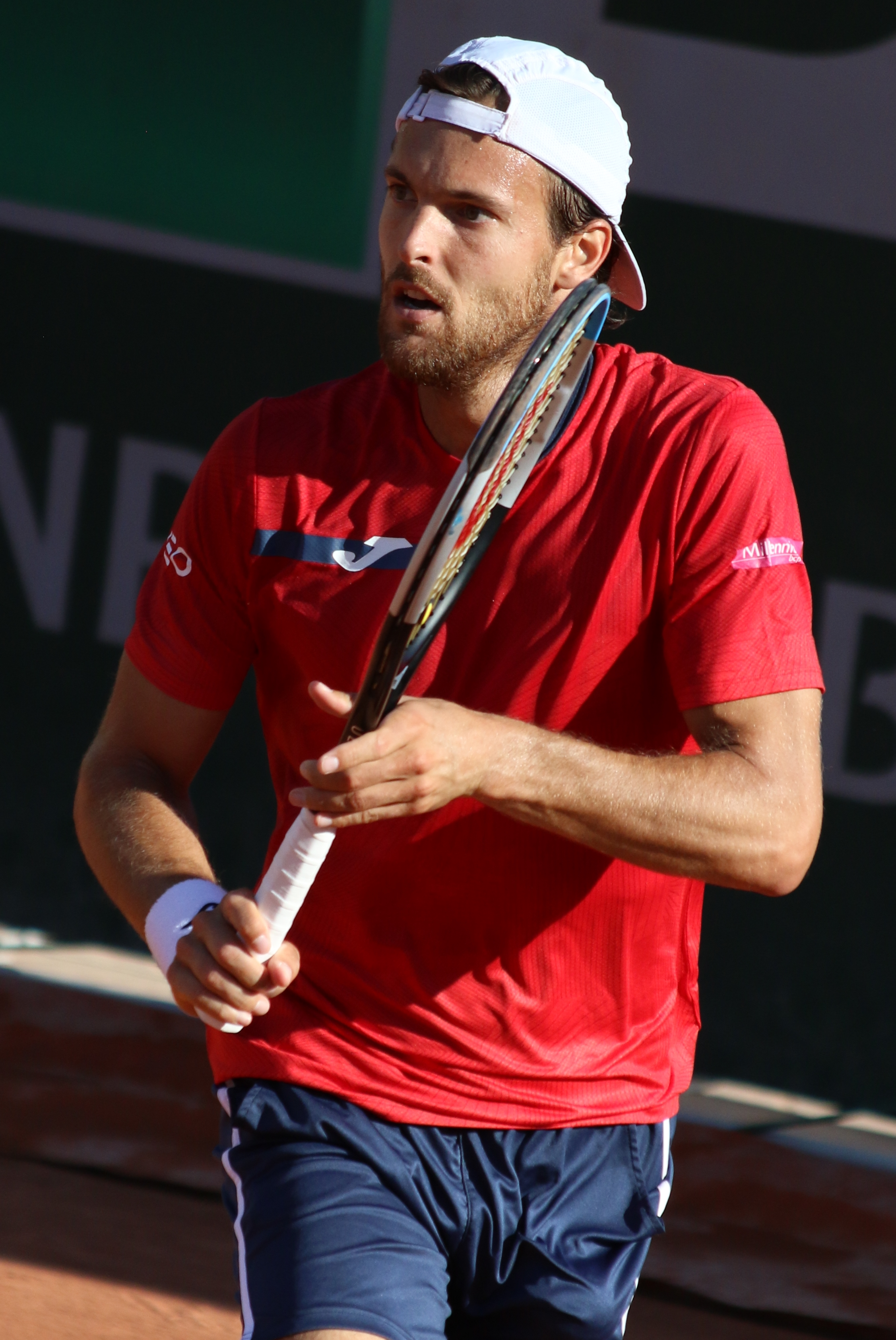
2021年全仏オープンでのジョアン・ソウザ

### 2022年 ツアー4勝目

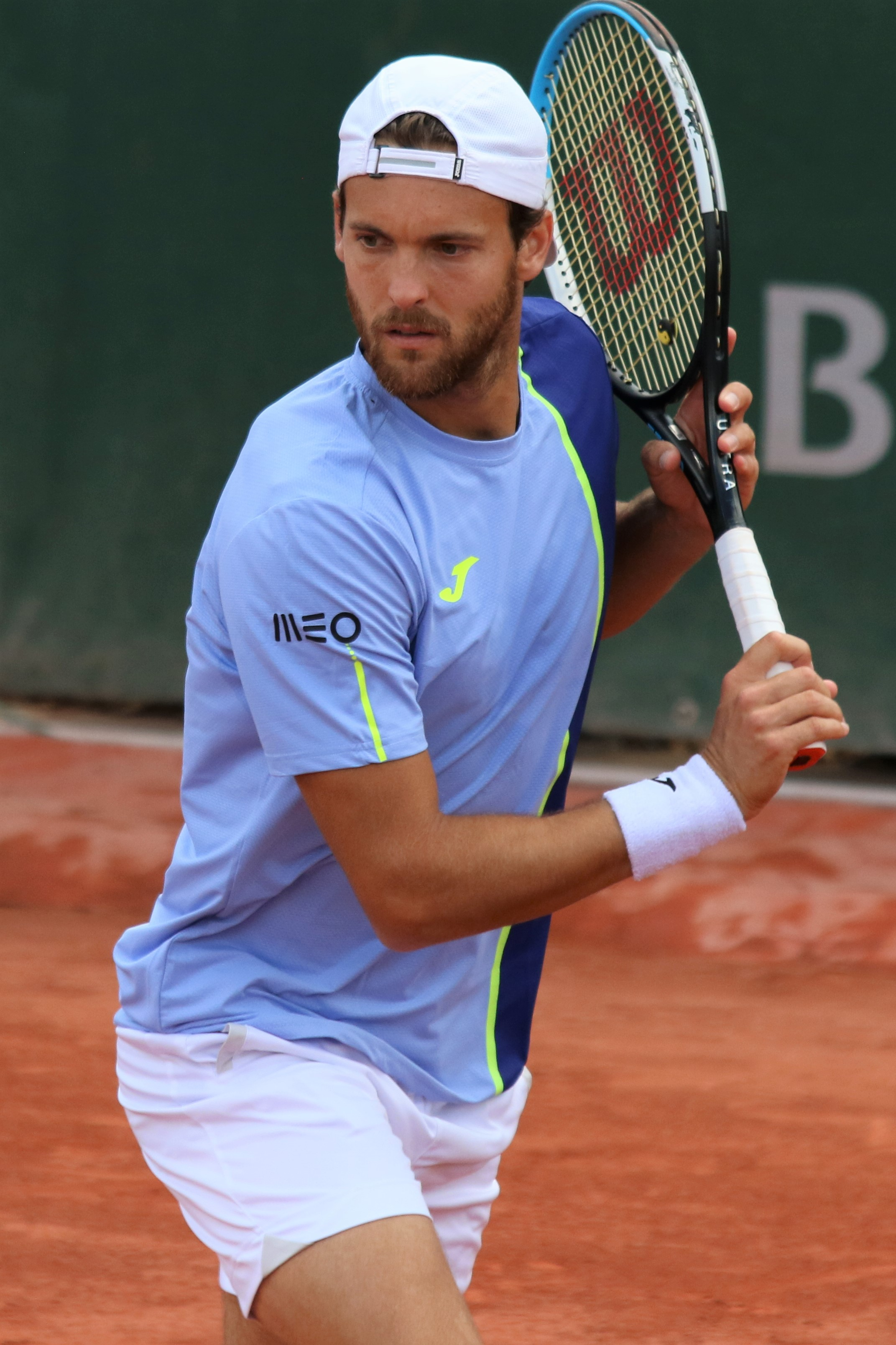
2022年全仏オープンでのジョアン・ソウザ

### 2024年 引退
ソウザは2024年に、地元ポルトガルのエストリル・オープンを最後に現役を引退した。

## ATPツアー決勝進出結果

### シングルス: 12回 (4勝8敗)
| 大会カテゴリ                    |
| グランドスラム (0-0)            |
| ATPファイナルズ (0-0)           |
| ATPツアー・マスターズ1000 (0-0) |
| ATPツアー500 (0-0)              |
| ATPツアー250 (4-8)              |

| サーフェス別タイトル |
| ハード (3–3)         |
| クレー (1–5)         |
| 芝 (0–0)             |
| カーペット (0–0)     |

| 結果   | No. | 決勝日        | 大会                 | サーフェス    | 対戦相手                         | スコア                  |
| ------ | --- | ------------- | -------------------- | ------------- | -------------------------------- | ----------------------- |
| 優勝   | 1.  | 2013年9月29日 | クアラルンプール     | ハード (室内) | ジュリアン・ベネトー             | 2–6, 7–5, 6–4           |
| 準優勝 | 1.  | 2014年7月14日 | ボースタード         | クレー        | パブロ・クエバス                 | 2–6, 1–6                |
| 準優勝 | 2.  | 2014年9月21日 | メス                 | ハード (室内) | ダビド・ゴファン                 | 4–6, 3–6                |
| 準優勝 | 3.  | 2015年5月23日 | ジュネーヴ           | クレー        | トマス・ベルッシ                 | 6–7(4–7), 4–6           |
| 準優勝 | 4.  | 2015年7月26日 | ウマグ               | クレー        | ドミニク・ティーム               | 4–6, 1–6                |
| 準優勝 | 5.  | 2015年9月27日 | サンクトペテルブルク | ハード (室内) | ミロシュ・ラオニッチ             | 3–6, 6–3, 3–6           |
| 優勝   | 2.  | 2015年11月1日 | バレンシア           | ハード (室内) | ロベルト・バウティスタ・アグート | 3–6, 6–3, 6–4           |
| 準優勝 | 6.  | 2017年1月14日 | オークランド         | ハード        | ジャック・ソック                 | 3–6, 7–5, 3–6           |
| 準優勝 | 7.  | 2017年8月5日  | キッツビュール       | クレー        | フィリップ・コールシュライバー   | 3–6, 4–6                |
| 優勝   | 3.  | 2018年5月6日  | エストリル           | クレー        | フランシス・ティアフォー         | 6–4, 6–4                |
| 優勝   | 4.  | 2022年2月6日  | プネー               | ハード        | エーミル・ルースヴオリ           | 7–6(7–4), 4–6, 6–1      |
| 準優勝 | 8.  | 2022年5月21日 | ジュネーヴ           | クレー        | キャスパー・ルード               | 6–7(3–7), 6–4, 6–7(1–7) |

### ダブルス: 1回 (0勝1敗)
| 結果   | No. | 決勝日        | 大会   | サーフェス | パートナー                 | 対戦相手                                        | スコア           |
| ------ | --- | ------------- | ------ | ---------- | -------------------------- | ----------------------------------------------- | ---------------- |
| 準優勝 | 1.  | 2018年5月20日 | ローマ | クレー     | パブロ・カレーニョ・ブスタ | フアン・セバスティアン・カバル ロベルト・ファラ | 6–3, 4–6, [4–10] |

## シングルス成績
略語の説明
| W | F | SF | QF | #R | RR | Q# | LQ | A | Z# | PO | G | S | B | NMS | P | NH |

W=優勝, F=準優勝, SF=ベスト4, QF=ベスト8, #R=#回戦敗退, RR=ラウンドロビン敗退, Q#=予選#回戦敗退, LQ=予選敗退, A=大会不参加, Z#=デビスカップ/BJKカップ地域ゾーン, PO=デビスカップ/BJKカッププレーオフ, G=オリンピック金メダル, S=オリンピック銀メダル, B=オリンピック銅メダル, NMS=マスターズシリーズから降格, P=開催延期, NH=開催なし.
| 大会           | 2011 | 2012 | 2013 | 2014 | 2015 | 2016 | 2017 | 2018 | 2019 | 2020 | 2021 | 2022 | 2023 | 通算成績 |
| -------------- | ---- | ---- | ---- | ---- | ---- | ---- | ---- | ---- | ---- | ---- | ---- | ---- | ---- | -------- |
| 全豪オープン   | LQ   | LQ   | 2R   | 1R   | 3R   | 3R   | 1R   | 2R   | 3R   | 1R   | A    | 1R   | 1R   | 8–10     |
| 全仏オープン   | A    | 1R   | 2R   | 1R   | 2R   | 2R   | 2R   | 1R   | 1R   | 1R   | 1R   | 2R   | LQ   | 5–11     |
| ウィンブルドン | LQ   | LQ   | LQ   | 1R   | 1R   | 3R   | 1R   | 1R   | 4R   | NH   | 1R   | 1R   | A    | 5–8      |
| 全米オープン   | LQ   | LQ   | 3R   | 2R   | 1R   | 3R   | 1R   | 4R   | 1R   | 1R   | LQ   | 2R   | A    | 9–9      |

### 大会最高成績
| 大会                 | 成績 | 年               |
| -------------------- | ---- | ---------------- |
| ATPファイナルズ      | A    | 出場なし         |
| インディアンウェルズ | 3R   | 2018             |
| マイアミ             | 4R   | 2018             |
| モンテカルロ         | 2R   | 2015-17          |
| マドリード           | QF   | 2016             |
| ローマ               | 2R   | 2016, 2019       |
| カナダ               | 1R   | 2014-16, 2018    |
| シンシナティ         | 2R   | 2014, 2015, 2017 |
| 上海                 | 2R   | 2019             |
| パリ                 | 2R   | 2016-18          |
| オリンピック         | 2R   | 2016             |
| デビスカップ         | WG1  | 2021             |
| ATPカップ            | A    | 出場なし         |